# Half Union
Half Union – amerykańska moneta próbna o nominale 50 dolarów amerykańskich, zaprojektowana przez rytownika Williama Barbera. Dwie sztuki zostały wybite w złocie oraz nieznana liczba sztuk w miedzi przez U.S. Mint w 1877 roku.
Pomysł wprowadzenia nowych nominałów amerykańskich monet obiegowych tzw. Union narodził się w 1854 roku i zakładał bicie monet o nominałach: 25 dolarów (Quarter Union), 50 dolarów (Half Union) i 100 dolarów (Union). Zmiany te nie weszły jednak nigdy w życie.

## Tło historyczne
2 kwietnia 1792 roku Kongres uchwalił Coinage Act of 1792, który zezwolił na bicie monet różnych wartości, w tym monet złotych o nominale 10 dolarów amerykańskich zwanych Eagle. Była to wówczas moneta o największym nominale w Stanach Zjednoczonych. Istotny wpływ na złote mennictwo w Stanach Zjednoczonych miała kalifornijska gorączka złota zapoczątkowana w 1848 roku. Ilość złota napływająca na rynek krajowy sprawiła, że w stosunku do srebra kruszec ten upowszechnił się i zaczął tracić na wartości. W styczniu 1849 roku James I. McKay zapowiedział, że przedłoży pod głosowanie prawo, które zreformuje wartości złotych monet. 1 lutego Charles G. Atherton zaproponował poprawkę do projektu ustawy McKaya, która wprowadzałaby do obiegu monety o nominale 20 dolarów. 20 lutego przedstawiono projekt ustawy będącej połączeniem propozycji McKaya i Athertona. Została ona zaakceptowana przez Izbę Reprezentantów. Senat przyjął 3 marca 1849 roku ustawę Coinage Act of 1849, która ustanowiła tym samym bicie złotych monet Double Eagle w rozdziale CIX.
Lata 50. XIX wieku to także czas, kiedy z jednej strony nasilało się zjawisko powstawania nowych, prywatnych banków, które emitowały własny pieniądz papierowy. Z drugiej strony taka forma pieniądza nie zyskała powszechnego społecznego uznania i zaufania. Co więcej, nie wszystkie noty były uznawane w równym stopniu. W obiegu znajdowały się środki płatnicze, tzw. slugs, emitowane dla górników i pionierów przez U.S. Assay Office w San Francisco . W celu zaradzenia niedostatkom emitowanego przez państwo legalnego środka płatniczego na zachodzie kraju, w 1854 roku, w San Francisco otwarto oddział U.S. Mint. Miało to również zapobiec generowaniu kosztów związanych z transportem kruszcu i monet z zachodu na wschód i ze wschodu na zachód państwa. Ponadto w Kalifornii pieniądz papierowy nie funkcjonował wówczas w obiegu .

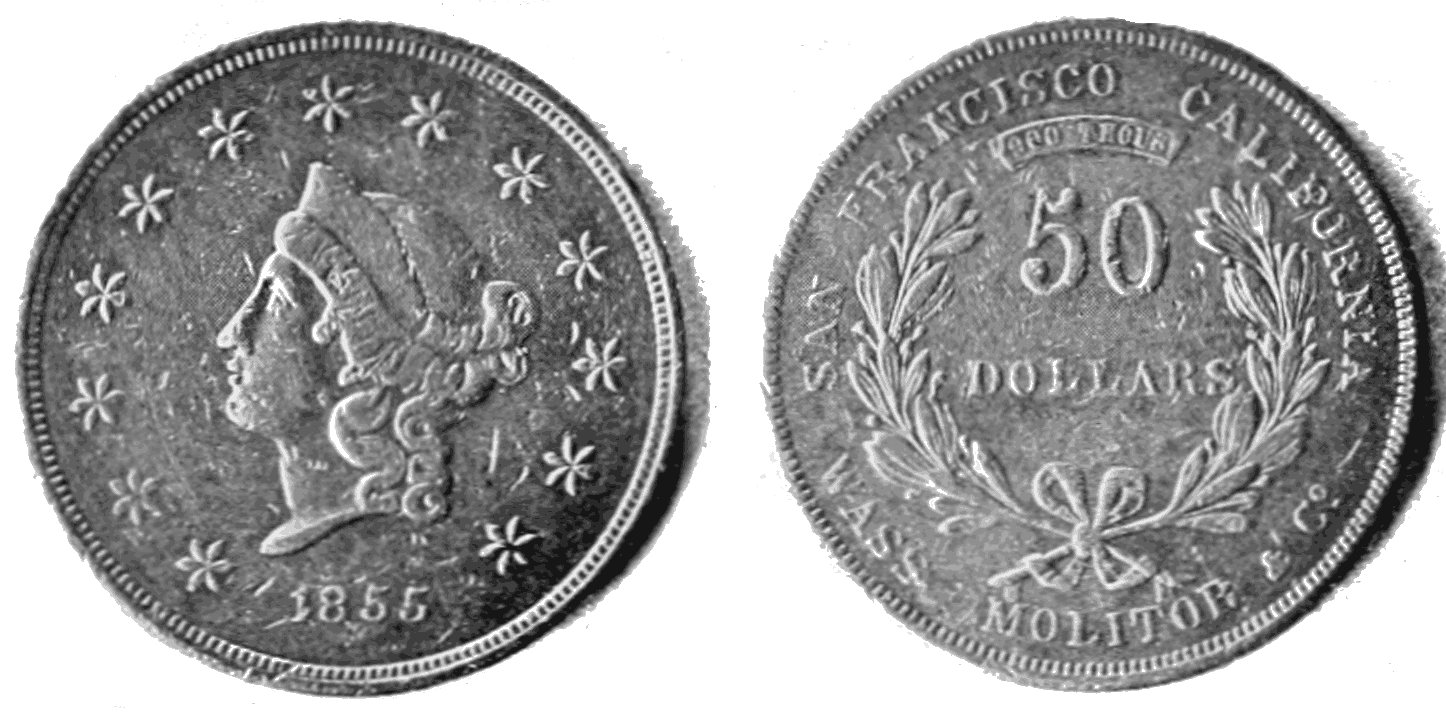
Złota moneta o nominale 50 dolarów wyemitowana przez Wass, Molitor & Co.

Narodziła się zatem potrzeba emisji monet o jeszcze większym nominale, na potrzeby zachodnich stanów . W marcu 1854 roku kwestia ta została podniesiona na łamach „San Francisco Herald”. W artykule uzasadniano, że system finansowy Stanów Zjednoczonych opierał się wówczas na pieniądzu metalowym i nie powinno się czynić od tego ustępstw. Według autorów wyższy nominał ułatwiałby prowadzenie rozrachunków i uiszczanie należności przedsiębiorców na zachodzie państwa . O zapotrzebowaniu rynku lokalnego na środki płatnicze, niebędące pieniądzem papierowym świadczy fakt, że w latach 50. XIX wieku w San Francisco funkcjonowała prywatna mennica Wass, Molitor & Co., która oferowała bite przez siebie złote środki płatnicze o wartości 50 dolarów na potrzeby rynku lokalnego. Senator z Kalifornii, William W. Gwin, na prośbę lokalnych przedsiębiorców, zwrócił się do sekretarza skarbu Jamesa Guthrie’a o wzięcie pod rozwagę wprowadzenia w Stanach Zjednoczonych nowych, wyższych nominałów złotych monet: 100 dolarów (Union), 50 dolarów (Half Union), 25 dolarów (Quarter Union). Guthrie odniósł się do prośby pozytywnie i skierował ją na posiedzenie komisji finansów, która również pozytywnie zaopiniowała pomysł. 16 czerwca 1854 roku Senat przegłosował projekt o wprowadzeniu nowych nominałów. Jednak nigdy nie został on poddany głosowaniu w Izbie Reprezentantów .
20 lat po tych wydarzeniach oddział mennicy w Filadelfii oraz dyrektor U.S. Mint Henry Linderman zaczęli ponownie rozważać pomysł wprowadzenia monet o wspomnianych nominałach. Był to jednak okres, kiedy emitowany na szczeblu federalnym pieniądz papierowy był już w powszechnym obiegu i wprowadzenie złotych monet jawiło się jako niepotrzebne . Uważa się jednak, że powrót ten nie wynikał z potrzeb rynkowych. Linderman prywatnie był kolekcjonerem monet i pomysł wybicia tych monet interpretuje się jako chęć osiągnięcia zysku  .

## Projekt monety, wykonanie i dalsze losy
Wykonania wizerunku monety w 1877 roku podjął się William Barber, chociaż są też źródła podające, że dokonał tego jego syn, Charles E. Barber  . Do projektu awersu został wykorzystany, po drobnych korektach, motyw z profilem Miss Liberty użyty przez Jamesa B. Longacre’a na monecie Liberty Head Double Eagle. Wokół profilu umieszczono 13 sześcioramiennych gwiazd, a pod postacią rok wybicia monety. Rewers, poza drobnymi zmianami w zdobieniu i wykonaniu Union Shield, również pozostał ten sam, co w przypadku monety o nominale 20 dolarów. Przedstawiał on orła nawiązującego do Wielkiej Pieczęci Stanów Zjednoczonych z Union Shield na piersiach, który w szponach miał strzały i gałązkę oliwną .
Dwie złote monety próbne zostały najprawdopodobniej wybite w U.S. Mint w sierpniu 1877 roku. Poza tymi dwoma sztukami wybito także nieokreśloną liczbę monet Half Union w miedzi. Część z nich została pozłocona. Monety miedziane różnią się między sobą wielkością profilu Miss Liberty . Pracownicy mennicy uznali, że bicie monet o tak dużym rozmiarze przyczyniałoby się do ich fałszowania, w szczególności przez opiłowywanie obrzeży lub drążenie i wypełnianie ołowiem. Uznano, że wprowadzenie tej monety do obiegu byłoby niepraktyczne.
Dwie złote monety, które przeznaczone były do przetopienia, zostały nabyte od U.S. Mint przez głównego mincerza, a następnie dyrektora Philadelphia Mint Archibalda L. Snowdena za wartość kruszcu oraz dodatkową opłatą za próbne monety. W 1909 roku od Snowdena nabył je, prawdopodobnie poprzez pośrednika, kolekcjoner, późniejszy sekretarz skarbu w 1933, William H. Woodin, płacąc rekordową wówczas cenę, 20 000 dolarów za obie monety. Informacja o zakupie została ujawniona opinii publicznej, co wywołało krytykę. Okazało się, że monety zostały nabyte w niejasny sposób, przy wykorzystaniu stanowiska Snowdena. W związku z tym rząd Stanów Zjednoczonych nakłonił Woodina do zwrócenia monet do zbiorów U.S. Mint. Nastąpiło w grudniu 1910 roku. W zamian Woodin otrzymał od Snowdena wiele innych monet próbnych, nieznanych dotychczas kolekcjonerom.
Obie złote monety znajdują się w zbiorach Smithsonian Institution.